# Røssvatnet
Røssvatnet (samiska Reevhtse) är Norges näst största insjö med en areal på 219 km². Den ligger i Hattfjelldals och Hemnes kommuner i Nordland fylke, 383 meter över havet. Røssvatnet reglerades 1957. Fram till dess var Femunden Norges näst största insjö. Människor har varit bosatta vid Røssvatnet ända sedan  stenåldern.

## Fotnoter
1. 1 2 3 4  Seppälä, Matti (2005), The Physical Geography of Fennoscandia, Oxford University Press, s. 145, http://books.google.com/books?id=q33WekTp7tgC&pg=PA145